# ادوارد لسن
ادوارد لسن (انگلیسی: Eduard Lassen; ۱۳ آوریل ۱۸۳۰ – ۱۵ ژانویهٔ ۱۹۰۴) رهبر (موسیقی)، آهنگساز، و مربی موسیقی اهل آلمان بود.